# 清水町 (板橋区)
清水町（しみずちょう）は、東京都板橋区の町名。丁目の設定がない単独町名である。全域で住居表示が実施されている。

## 地理
東京都板橋区の東部に位置する。町域は、北は蓮沼町、東は北区西が丘、南は稲荷台および本町、西は大和町、宮本町、泉町と接する。
町域東辺が板橋区と北区の区境をなす町である。おもに住宅地として利用され、東部にかつてあった関東財務局集合住宅の板橋区側跡地には、東洋大学総合スポーツセンターが建設された。北区側には財務省が管理する合同宿舎・西が丘第二住宅が建設された。町域西辺は国道17号と首都高速道路が南北に走り、都営地下鉄三田線の板橋本町駅及び本蓮沼駅が付近にある。

## 歴史
1871年11月、当該地区が浦和県（現埼玉県）から東京府に編入、1932年に板橋区の一部分となった。

### 地名の由来
出井の泉公園（旧称・清水児童公園）内の出井の泉に由来する。

## 世帯数と人口
2025年（令和7年）3月1日現在（板橋区発表）の世帯数と人口は以下の通りである。
- 世帯数 : 4,055世帯
- 人口 : 6,559人

### 人口の変遷
国勢調査による人口の推移。
| 年                 | 人口  |
| ------------------ | ----- |
| 1995年（平成7年）  | 6,322 |
| 2000年（平成12年） | 5,919 |
| 2005年（平成17年） | 4,428 |
| 2010年（平成22年） | 4,992 |
| 2015年（平成27年） | 6,742 |
| 2020年（令和2年）  | 6,844 |

### 世帯数の変遷
国勢調査による世帯数の推移。
| 年                 | 世帯数 |
| ------------------ | ------ |
| 1995年（平成7年）  | 2,766  |
| 2000年（平成12年） | 2,830  |
| 2005年（平成17年） | 2,387  |
| 2010年（平成22年） | 2,823  |
| 2015年（平成27年） | 3,669  |
| 2020年（令和2年）  | 3,951  |

## 学区
区立小・中学校に通う場合、学区は以下の通りとなる（2021年8月時点）。
| 番地              | 小学校                 | 中学校                 |
| ----------------- | ---------------------- | ---------------------- |
| 1～12番 26～39番  | 板橋区立志村第三小学校 | 板橋区立加賀中学校     |
| 13～25番 40～92番 | 板橋区立志村第三小学校 | 板橋区立志村第一中学校 |

## 事業所
2021年（令和3年）現在の経済センサス調査による事業所数と従業員数は以下の通りである。
- 事業所数 : 176事業所
- 従業員数 : 1,597人

### 事業者数の変遷
経済センサスによる事業所数の推移。
| 年                 | 事業者数 |
| ------------------ | -------- |
| 2016年（平成28年） | 184      |
| 2021年（令和3年）  | 176      |

### 従業員数の変遷
経済センサスによる従業員数の推移。
| 年                 | 従業員数 |
| ------------------ | -------- |
| 2016年（平成28年） | 1,383    |
| 2021年（令和3年）  | 1,597    |

## 交通

### 鉄道
町域に駅は存在しないが、以下の路線・駅が利用可能である。
- 東京都交通局
  - 都営地下鉄三田線：板橋本町駅（本町および大和町）・本蓮沼駅（蓮沼町および泉町）

### バス
- 国際興業バス
  - 清水町：赤51 西が丘経由赤羽駅西口行き・サンシャインシティ経由池袋駅東口行き、赤57 トンネル経由赤羽駅西口行き・日大病院行き、池20　池袋駅西口行き・高島平操車場行き、池21　池袋駅西口行き・舟渡町経由高島平駅行き

### 道路
- 首都高速5号池袋線
- 国道17号（中山道）
- 東京都道318号環状七号線（環七通り）

## 施設
- 板橋区立志村第三小学校
- 東洋大学総合スポーツセンター
- 二木グループ本社 - 二木の菓子・二木ゴルフで知られる。

## その他

### 日本郵便
- 郵便番号 : 174-0053[3]（集配局 : 板橋北郵便局[15]）。